# Aschistonyx barnaii
Aschistonyx barnaii är en tvåvingeart som först beskrevs av Grover 1965.  Aschistonyx barnaii ingår i släktet Aschistonyx och familjen gallmyggor. Inga underarter finns listade i Catalogue of Life.